# Allianz
Allianz SE (předtím Allianz AG) je globální společnost se sídlem v německém Mnichově, která poskytuje finanční služby. Byla založena v roce 1890 a zaměřuje se především na pojišťovnictví. Od roku 2010 je 12. největší skupinou poskytující finanční služby na světě a 23. největší společností vůbec podle časopisu Forbes.
Patří mezi 30 nejvýznamnějších akciových společností v Německu, jejichž akcie jsou obchodovány na burze cenných papírů ve Frankfurtu nad Mohanem a jejichž kurzy vytvářejí světově významný akciový index DAX. Tržní kapitalizace společnosti Allianz dosáhla ke dni 23. prosince 2015 hodnoty 74,5 miliardy Eur.
Předsedou představenstva Allianz SE je od 7. května 2015 Oliver Bäte, který na tomto postu vystřídal významného manažera Michaela Diekmanna, který vedl společnost v letech 2003-2015. V tomto období provedl Diekmann několik zásadních změn, mj. bylo od června 2006 v rámci úsporných opatření propuštěno 7 500 zaměstnanců a uzavřeno jedenáct správních středisek společnosti. Předsedou dozorčí rady Allianz SE je Helmut Perlet; před ním zastával tuto funkci finančník Henning Schulte-Noelle.
Allianz SE je jednou z nejvýznamnějších součástí německého finančnictví, a to vede i k personálním propojení v tomto systému. O tom svědčí skutečnost, že její bývalý finanční ředitel (CFO) Paul Achleitner se 31. května 2012 stal předsedou dozorčí rady velké obchodní banky Deutsche Bank.
Allianz SE významně ovlivňuje trhy se zúročenými cennými papíry, mj. prostřednictvím své dceřiné společnosti PIMCO. Tato velká investiční společnost, plným názvem Pacific Investment Management Company, LLC sídlí v Newport Beach v Kalifornii ve Spojených státech amerických.
Allianz prodala v listopadu 2008 tehdejší třetí největší obchodní banku v Německu, Dresdner Bank, druhé největší bance Commerzbank. Jako výsledek tohoto spojení získala Allianz 14% podíl v nové Commerzbank Group.

## Allianz v České republice
Allianz pojišťovna, a. s. v České republice působí od roku 1993. Je součástí největšího pojišťovacího koncernu Allianz Group, který pojišťuje životy a majetky více než 80 000 000 lidí, a to ve více než 75 zemích po celém světě. V České republice Allianz pojišťovna, a. s. pojišťuje přes 800 000 řidičů v rámci povinného ručení a havarijního pojištění, majitelů nemovitostí v rámci pojištění majetku, turistů skrze cestovní pojištění i běžných občanů přes životní pojištění, díky čemuž si stále drží místo 3. největší pojišťovny v ČR.